# Thăm dò Sao Mộc

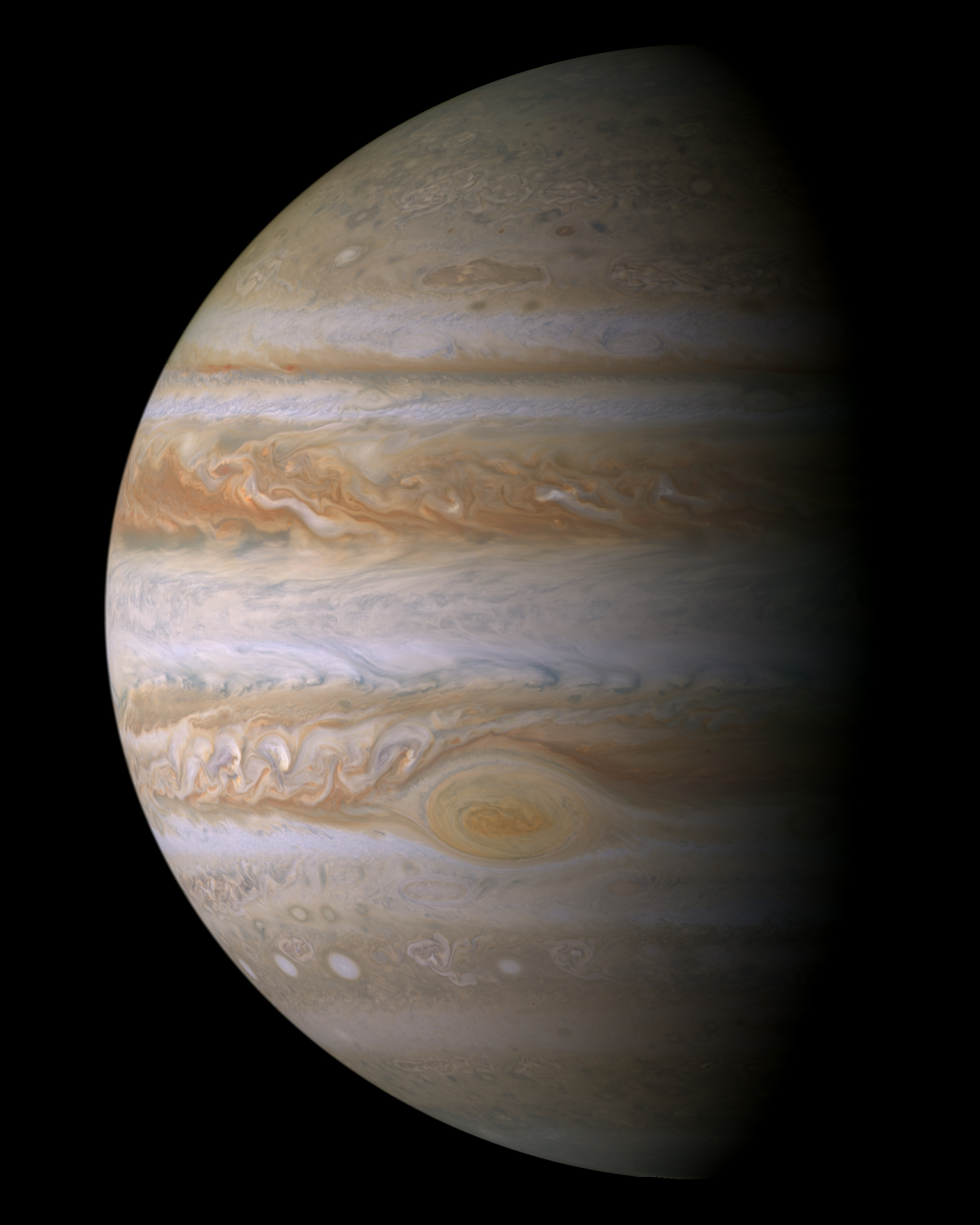
Sao Mộc nhìn từ tàu thăm dò không gian Cassini.

Việc Thăm dò Sao Mộc cho đến nay chỉ được tiến hành qua quan sát cận cảnh bởi các tàu không gian tự động, bắt đầu với chuyến đi của Pioneer 10 vào Hệ Sao Mộc năm 1973, và tính đến  năm 2008), được tiếp tục với 7 sự mệnh tiếp theo và tất cả những sứ mệnh đó được thực hiện bởi NASA. Những chuyến thăm dò đó khiến cho Sao Mộc trở thành hành tinh vòng ngoài được viếng thăm nhiều nhất trong Hệ Mặt Trời. Các sự mệnh đến Hệ Sao Mộc tiếp theo đang được lên kế hoạch, nhưng không có sự mệnh nào được lên kế hoạch khởi hành trước năm 2016. Gửi tàu lên Sao Mộc đòi hỏi phải có nhiều công nghệ phức tạp, đặc biệt là vì yêu cầu về nhiên liệu khổng lồ của tàu không gian, cũng như ảnh hưởng của môi trường bức xạ khắc nghiệt trên hành tinh.
Tàu không gian đầu tiên viếng thăm Sao Mộc là Pioneer 10 vào năm 1973, và tàu Pioneer 11 vài tháng sau đó. Bên cạnh việc lần đầu tiên chụp cận cảnh Sao Mộc, những tàu thăm dò này còn phát hiện ra quyền từ của nó. Các tàu thăm dò Voyager 1 và Voyager 2 đã ghé thăm hành tinh này vào năm 1979, nghiên cứu hệ thống vệ tinh và vành đai của nó, khám phá ra hoạt động của núi lửa trên Io và sự hiện diện nước đóng băng trên bề mặt Europa. Ulysses đã nghiên cứu sâu hơn quyển từ Sao Mộc vào năm 1992 và thêm một lần nữa vào năm 2000. Tàu thăm dò Cassini đã tiếp cận hành tinh này vào năm 2000 và đã có những bức ảnh rất chi tiết về bầu khí quyển. Tàu không gian New Horizons đã bay ngang qua Sao Mộc năm 2007 và hoàn thiện các thông số về kích thước của hành tinh này cũng như các vệ tinh của nó.
Tàu không gian Galileo là con tàu đầu tiên đã thực sự vào quỹ đạo quay quanh Sao Mộc, trong chuyến đi vào năm 1995 và nghiên cứu hành tinh này cho đến năm 2003. Trong khoảng thời gian này, Galileo  đã thu thập được một số lượng lớn thông tin về Hệ Sao Mộc, tạo ra một phương pháp tiếp cận gần hơn 4 vệ tinh Galileo khổng lồ và tìm ra bằng chứng về sự hiện diện của bầu khí quyển mỏng của 3 trong 4 vệ tinh đó, cũng như về khả năng có nước lỏng phía dưới bề mặt của chúng. Con tàu cũng đã phát hiện ra một từ trường bao quanh Ganymede. Khi tiếp cận Sao Mộc Jupiter, nó cũng đã chứng kiến sự va chạm của Comet Shoemaker-Levy 9. Vào Tháng 12, 1995, Galileo đã gửi một tàu thăm dò vào khí quyển Sao Mộc, và là con tàu duy nhất thực hiện việc đó cho đến nay.
Trong các tàu thăm dò của NASA được lên kế hoạch tong tương lai có tàu không gian Juno, sẽ được phóng vào năm 2011, sẽ vào quỹ đạo cực quay quanh Sao Mộc để xác định xem liệu Sao Mộc có lõi đá cứng hay không, và EJSM, sẽ được phóng vào khoảng năm 2020, sẽ tham gia một cuộc nghiên cứu mở rộng về hệ thống vệ tinh của hành tinh này, trong đó có Europa và Ganymede, và giải quyết các tranh luận khoa học về việc có hay không đại dương nước lỏng tồn tại dưới bề mặt băng đá của Europa. Một số người điều hành NASA suy đoán rằng có thể sẽ có các chuyến thăm dò có người lái đến Sao Mộc, nhưng các sứ mệnh như vậy không được xem là có thể thực hiện được với công nghệ hiện nay.